# Бърнет (окръг, Уисконсин)
Окръг Бърнет (на английски: Burnett County) е окръг в щата Уисконсин, Съединени американски щати. Площта му е 2279 km², а населението - 16 526 души (1 април 2020). Административен център е град Мийнън.